# Liste des épisodes de Yū Yū Hakusho

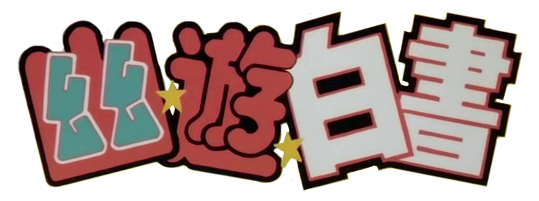
Logotype original de l’adaptation animée de Yū Yū Hakusho.

Cet article recense les adaptations animées de Yū Yū Hakusho.

## Génériques

### Ouverture
| Titres | Artiste                        | Épisodes                                                                                           | 1re date de diffusion |
| --- | ------------------------------ | -------------------------------------------------------------------------------------------------- | --------------------- |
| Hohoemi no Bakudan (ja:微笑みの爆弾, litt. « bombe de sourire ») | Matsuko Mawatari (ja:馬渡松子) | 1-66 (première version) 67-94 (deuxième version) 95-112 (troisième version) Scène finale (musique) | 10 octobre 1992       |
| N.B. : ce générique d’ouverture existe en trois versions vidéo différentes, recouvrant respectivement les deux premières et dernières saisons (la seconde étant évolutive pour correspondre à l’arc narratif concerné). La musique est également utilisée comme musique de scène dans la conclusion de l’épisode final. |                                | |                       |

### Fermeture
| Numéro | Titres | Artiste                      | Épisodes | 1re date de diffusion |
| ------ | --- | ---------------------------- | -------- | --------------------- |
| 1      | Homework ga Owaranai (ja:ホームワークが終わらない, litt. « les devoirs n’en finissent pas »)                                               | Matsuko Mawatari             | 1-29     | 10 octobre 1992       |
| 2      | Sayonara Bye Bye (ja:さよならbyebye, litt. « adieu, [adieu / au revoir] »)                                                                 | Matsuko Mawatari             | 30-59    | 15 mai 1993           |
| 3      | Unbalance na Kiss o Shite (ja:アンバランスなKissをして, litt. « donner un baiser déséquilibré » ; par ext. « embrasser comme un balourd ») | Hiro Takahashi (ja:高橋ひろ) | 60-83    | 11 décembre 1993      |
| 4      | Taiyou ga Mata Kagayaku Toki (ja:太陽がまた輝くとき, litt. « quand le soleil brillera à nouveau »)                                         | Hiro Takahashi (ja:高橋ひろ) | 84-102   | 4 juin 1994           |
| 5      | Daydream Generation (ja:デイドリームジェネレーション, litt. « génération de rêverie »)                                                     | Matsuko Mawatari             | 103-111  | 15 octobre 1994       |

### Scène
| Titres | Artiste                                                  | Épisodes | 1re date de diffusion |
| --- | -------------------------------------------------------- | -------- | --------------------- |
| YELL (litt. « cri » ; « hurlement »)                                                                       | Keiko Yukimura (Yuri Amano) (ja:雪村螢子（ja:天野由梨）) | 112      | 20 août 1993          |
| N.B. : cette musique de scène est interprétée par la comédienne vocale du personnage dans son propre rôle. |                                                          |          |                       |
| Sayonara wa Iwanai (ja:sayonaraは言わない, litt. « je ne dirai pas [adieu / au revoir] »)                  | ja:PERSONZ                                               | Film 2   | 2 mars 1994           |
| N.B. : cette musique de scène conclut le second film animé.                                                |                                                          |          |                       |

## Série animéeYu Yu Hakusho ‐ Les aventuriers de l’au‐delà

### Saison 1
N.B. : cette saison correspond narrativement aux parties de l’Épreuve des Esprits (霊界死闘編, Reikai shitō-hen) et du Détective des Esprits (霊界探偵編, Reikai tantei-hen) de l’œuvre originale.
| No | Titre français                    | Titre japonais               | Titre japonais                             | Date de 1re diffusion |
| No | Titre français                    | Kanji                        | Rōmaji                                     | Date de 1re diffusion |
| --- | --------------------------------- | ---------------------------- | ------------------------------------------ | --------------------- |
| 1 | Entre un monde et l'autre         | 死んだらオドロいた           | Shindara Odoroita                          | 10 octobre 1992       |
| L'épisode commence par un tragique accident : un jeune adolescent meurt percuté par une voiture. Ce jeune, c'est Yûsuke Urameshi, un adolescent rebelle et bagarreur. Il sèche les cours, au grand désespoir de Keiko, la déléguée de classe et du directeur, Monsieur Takenaka. Yûsuke vit avec Atsuko, sa mère alcoolique et sa réputation de combattant est telle que de nombreux élèves, dont Kuwabara veulent se battre contre lui mais Yûsuke finit toujours vainqueur. Alors qu'il voulait corriger deux élèves qui rackettent les gens en se faisant passer pour leur cousin, Yûsuke est renvoyé du lycée par le professeur Iwamoto, ce qui ne lui déplaît pas car le jeune voyou déteste l'école. Peu après, Yûsuke sauve un petit garçon d'un accident de voiture et se fait percuter. L'enfant s'en sort avec quelques contusions mais Yûsuke meurt. Sous forme de fantôme, il rencontre Botan, une jeune fille chargée d'amener les âmes des morts au Paradis ou en Enfer. Cependant, Yûsuke n'était pas censé mourir, l'enfant aurait survécu miraculeusement. Botan propose alors à Yûsuke une épreuve : s'il l'accomplit, il pourra revenir à la vie. L'épreuve semble compliquée, Yûsuke sait qu'il n'a pas vraiment d'amis et que beaucoup sont ravis qu'il soit mort. Mais en voyant que sa mère, Keiko, Kuwabara et le directeur Takenaka notamment tenaient à lui, Yûsuke accepte la mission. |                                   |                              |                                            |                       |
| 2 | Junior, roi des enfers            | 霊界のコエンマ! 復活への試練 | Reikai no Koenma! Fukkatsu e no Shiren     | 17 octobre 1992       |
| Botan emmène Yûsuke au palais du Roi Enma afin que ce dernier lui donne la mission qui pourra lui permettre de ressusciter. Yûsuke découvre alors un palais ou travaillent des démons. Il s'attend à affronter un être terrible mais se retrouve face à un tout petit garçon. Ce petit garçon est Enma Junior, le fils du Roi Enma et malgré son apparence d'enfant, il est âgé de 700 ans. Yûsuke est mort de rire devant ce petit être mais Botan le corrige rapidement. Enma Junior donne alors la mission à Yûsuke : il devra garder un œuf. Si Yûsuke commet de mauvaises actions, une créature spirituelle sortira de l'œuf et dévorera Yûsuke. Mais avant, Botan lui suggère de mettre son corps en sécurité afin d'éviter qu'il soit incinéré. Elle lui indique deux méthodes pour entrer en contact avec les vivants. Premièrement, Yûsuke parle avec Keiko dans son sommeil. Pour la deuxième méthode, Yûsuke doit prendre possession du corps d'une personne éveillée aux pouvoirs spirituels. Il se trouve que Kuwabara, malgré le fait qu'il soit une brute stupide, possède des pouvoirs spirituels qui lui permettent de voir les esprits. Yûsuke prend possession du corps de Kuwabara et part à la rencontre de Keiko. Cette dernière reconnaît Yûsuke et lui promet de veiller sur son corps. |                                   |                              |                                            |                       |
| 3 | Une amitié à la vie à la mort     | 追いつめられた桑原! 男の誓い | Oitsumerareta Kuwabara! Otoko no Chikai    | 24 octobre 1992       |
| Keiko est harcelée par des voyous d'un lycée voisin. Yûsuke ne peut rien faire car il est sous forme spectrale mais heureusement Kuwabara et ses trois coéquipiers arrivent pour la sauver et démolir les agresseurs. Cependant, le professeur Akashi, avec la complicité du professeur Iwamoto qui déteste lui aussi Yûsuke et Kuwabara veut renvoyer Kuwabara et ses amis, même si la cause de la bagarre était juste. L'un des amis de Kuwabara, Okubo, a l'autorisation du lycée pour travailler en parallèle à sa scolarité, ce qui lui permet d'être payé pour aider sa famille dans le besoin. L'infâme Akashi décide de supprimer ce travail mais Kuwabara assume seul la bagarre pour aider son ami. Akashi lui lance un défi : il ne devra frapper personne pendant une semaine. Kuwabara doit respecter cette règle s'il veut que son ami conserve son droit au travail. Malheureusement, tous les voyous de la ville veulent l'affronter. Ne pouvant les frapper, Kuwabara décide de se laisser massacrer sans riposter, à la grande surprise de Yûsuke et d'Akashi qui espère voir Kuwabara rompre sa promesse et ainsi pouvoir le renvoyer. Yûsuke et Botan comprennent que Kuwabara est vraiment un ami en or et une bonne personne. Akashi décide de corser le jeu : Kuwabara et ses amis devront obtenir un score de plus de 50 points sur 100 au prochain contrôle de biologie. Si les trois amis s'en sortiront en révisant un peu, Kuwabara est mal barré... Il se met donc à réviser à fond, l'esprit de Yûsuke l'aidant lorsqu'il s'endort devant ses livres. Finalement, Kuwabara réussit le test mais la mauvaise foi d'Akashi et d'Iwamoto pousse l'infâme professeur à effacer une réponse sur le contrôle, ce qui fait chuter la note. Cependant, Kuwabara n'est pas dupe, il sait qu'il a bien répondu. Voulant se venger, il fonce violemment sur un Akashi mort de peur et s'apprête à le frapper mais Yûsuke parvient à le dissuader. Selon Botan, ce sont les sentiments d'amitié de Yûsuke qui ont aidé Kuwabara à se contrôler car ce dernier ne peut ni voir ni entendre le jeune défunt. Akashi est toujours moqueur même à terre mais se fait sérieusement corriger par son collègue, le directeur Takenaka qui reconnaît les efforts de Kuwabara. Il est probable qu'Akashi soit renvoyé car il n'apparaît pas par la suite. Ce dernier retrouve ses amis et comprend que Yûsuke l'a aidé, ce dernier le regarde depuis les cieux avec Botan. |                                   |                              |                                            |                       |
| 4 | Preuve d'amour                    | 熱き炎! 恋人のきずな         | Atsuki Honō! Koibito no Kizuna             | 31 octobre 1992       |
| Yûsuke poursuit sa mission de conserver l’œuf donné par Enma Junior. Alors que sa mère Atsuko est absent, un criminel lance un cocktail Molotov dans la maison des Urameshi. Un incendie se déclare et brûle la maison. Pire, il pourrait même brûler le cadavre de Yûsuke et ainsi empêcher sa résurrection. Sayaka, une petite fille envoyée par Enma Junior est chargée de déterminer la personne qu'aime Yûsuke. Bien que ce dernier le nie, il s'agit de Keiko. Elle tente de sortir le corps de Yûsuke de la maison en flammes mais l'incendie risque de la tuer. Yûsuke jette alors l'œuf dans l'incendie, ce qui crée une grande décharge d'énergie ainsi qu'un passage pour aider Keiko à sortir de la maison, avec l'aide de Kuwabara. Mais si l'œuf est perdu, Yûsuke ne pourra pas ressusciter. Finalement, Enma Junior rassure Yûsuke en disant qu'il a fait une bonne action en sacrifiant l'œuf pour sauver la vie de Keiko, il pourra ressusciter pour de bon. |                                   |                              |                                            |                       |
| 5 | Retour à la vie                   | 幽助復活! 新たなる使命       | Yūsuke Fukkatsu! Aratanaru Shimei          | 7 novembre 1992       |
| Plus qu'une journée pour Yûsuke et il pourra ressusciter. Cependant, lorsque son corps sera nimbé d'une aura dorée, quelqu'un qui tient à lui devra lui donner de l'énergie vitale en l'embrassant. Yûsuke met alors tous ses espoirs en Keiko. La jeune fille réussit à ramener Yûsuke à la vie in extremis. Le lendemain, Yûsuke redécouvre le plaisir d'être vivant. Il découvre que des voyous d'un lycée voisin au sien ont envahi le bar de son lycée. Ces voyous dont le chef est un intellectuel à lunettes ont enlevé Eikichi, le petit chat de Kuwabara pour tenir en respect ce dernier. Kuwabara et ses amis ne peuvent rien faire pour que leurs rivaux ne fassent pas du mal au petit chat. Finalement, Yûsuke arrive au bon moment et démolit celui qui tenait le chat. Kuwabara récupère son chaton et avec ses coéquipiers, massacre leurs ennemis. Cependant, le chef d'une grande lâcheté s'enfuit apeuré mais Yûsuke le rattrape et l'envoie s'écraser contre le sol. Soudain, un tout petit démon de la taille d'une pièce d'échecs sort de la bouche du chef poltron. Une voyante qu'a rencontré Yûsuke auparavant lui explique que ce petit démon est Jacky, un criminel qui entre dans le corps de gens mauvais pour les contrôler et répandre le mal. La voyante se révèle être Botan, elle part enfermer Jacky dans les prisons du monde des esprits mais retournera très vite aux côtés de Yûsuke car elle est devenue son assistante personnelle. En effet, Enma Junior a nommé Yûsuke détective du monde des esprits. Le jeune homme devra accomplir des missions qui sont d'un tout autre genre que celle qu'il a dû réaliser... |                                   |                              |                                            |                       |
| 6 | Les trois démons                  | 三匹の妖怪! 飛影・蔵馬・剛鬼 | Sanbiki no Yōkai! Hiei Kurama Gōki         | 14 novembre 1992      |
| Yûsuke est chargé d'arrêter trois démons, Hiei, Kurama et Gôki. En effet, ils ont volé des objets très puissants qui pourraient leur permettre de détruire la Terre... |                                   |                              |                                            |                       |
| 7 | Le secret de Kurama               | 蔵馬の秘密?! 母と子のきずな  | Kurama no Himitsu?! Haha To Ko no Kizuna   | 21 novembre 1992      |
| Bien qu'il soit un démon et qu'il ait participé au vol des 3 objets du Roi Enma, Kurama n'est pas aussi mauvais que ses deux acolytes. Réincarné en être humain après avoir été tué par un chasseur de démon, il doit sauver sa mère grâce à l'un des objets. Mais Yûsuke doit le récupérer et trouver un moyen d'aider Kurama... |                                   |                              |                                            |                       |
| 8 | Le monstre aux cent yeux          | 螢子あやうし! 邪眼師・飛影   | Keiko Ayaushi! Jaganshi Hiei               | 28 novembre 1992      |
| Yûsuke doit affronter Hiei, le démon restant. Il s'agit du plus dangereux... |                                   |                              |                                            |                       |
| 9 | La chasse est ouverte !           | 幻海の継承者トーナメント開始 | Genkai no Keishōsha Tournament Kaishi      | 5 décembre 1992       |
| Accompagné de Kuwabara, Yûsuke participe à un concours avec plusieurs centaines de combattants afin de démasquer Rando, un démon très dangereux. Le gagnant de ce concours recevra un entraînement spécial de Maître Genkai, une vieille dame extrêmement puissante. |                                   |                              |                                            |                       |
| 10 | Duel dans les ténèbres            | 暗闇の死闘! 桑原・霊気の剣   | Kurayami no Shitō! Kuwabara Reiki no Ken   | 12 décembre 1992      |
| Les candidats ayant passé la première épreuve doivent combattre en un contre un dans le noir complet. Alors que Kuwabara était en mauvaise posture, il est désormais capable d'utiliser une technique surpuissante : une épée d'énergie. |                                   |                              |                                            |                       |
| 11 | Une bataille éprouvante           | 幽助苦戦! 傷だらけの反撃!!   | Yūsuke Kusen! Kizudarake no Hangeki        | 19 décembre 1992      |
| Yûsuke vit un combat éprouvant face à un adversaire redoutable dans la salle obscure. Et si cet adversaire était Rando, le démon que Yûsuke et Kuwabara doivent éliminer ? |                                   |                              |                                            |                       |
| 12 | La défaite de Kuwabara            | 乱童あらわる! 桑原無念の敗北 | Randō Arawaru! Kuwabara Munen no Haiboku   | 26 décembre 1992      |
| La troisième épreuve commence. Alors que Yusuke gagne miraculeusement face au ninja Kazemaru, Kuwabara est en danger de mort face à Chôrin, un jeune moine plus dangereux qu'il n'en a l'air. |                                   |                              |                                            |                       |
| 13 | Yusuke contre Rando               | 幽助VS乱童 乱れとぶ妖術!!    | Yūsuke vs. Randō Midaretobu Yōjutsu        | 9 janvier 1993        |
| Chôrin s'avère être Rando, le démon qui a assassiné tant de maîtres... Yûsuke se lance dans un combat sans pitié pour éviter que Rando ne gagne, et n'hérite des techniques de Genkai. |                                   |                              |                                            |                       |
| 14 | Le défi du château maléfique      | 迷宮城の四聖獣! 霊界への挑戦 | Meikyūjō no Shiseijū! Reikai e no Chōsen   | 16 janvier 1993       |
| Yûsuke revient de son terrible entraînement auprès de Genkai et retrouve Kuwabara en ville. Ils se font soudainement agresser par un groupe d'hommes hypnotisés mais Botan parvient à vaincre le démon qui les contrôlait. Botan donne alors une mission à Yûsuke et Kuwabara : voler des trésors dans un mystérieux château. Alors qu'ils étaient dépassés par d'innombrables petits démons, ils sont sauvés par Kurama et Hiei venus pour les aider ! |                                   |                              |                                            |                       |
| 15 | Kurama ou le combat de la rose    | 美しきバラの舞! 華麗なる蔵馬 | Utsukushiki Bara no mai! Karei Naru Kurama | 23 janvier 1993       |
| Afin d'obtenir une remise de peine, Kurama et Hiei doivent aider Yûsuke et Kuwabara dans leur mission au château des démons. Ils sont "accueillis" par le premier démon, Gembu qui maîtrise les techniques de pierre. Kurama décide de l'affronter et montre ses pouvoirs... |                                   |                              |                                            |                       |
| 16 | Kuwabara et l'épée astrale        | 伸びよ霊剣! 桑原・男の勝負   | Nobiyo Reiken! Kuwabara Otoko no Shōbu     | 30 janvier 1993       |
| Kurama parvient à tuer Gembu avec sa rose-fouet. Pour le prochain combat, c'est Kuwabara qui se propose volontaire. Il s'est entraîné lui aussi, et peut agrandir son épée d'énergie. Le prochain ennemi, c'est Byakko, un démon-tigre. |                                   |                              |                                            |                       |
| 17 | Byakko, le dévoreur d'énergie     | 白虎・地獄の雄叫び           | Byakko Jigoku no Otakebi                   | 6 février 1993        |
| Kuwabara affronte Byakko. S'il aime la bagarre contre d'autres lycées, se battre contre un démon adepte du combat lui inspire la peur et la fuite... |                                   |                              |                                            |                       |
| 18 | Le combat de Hiei                 | 飛影出戦! 切り裂く剣         | Hiei Shussen! Kirisaku Ken                 | 13 février 1993       |
| Après que Kuwabara ait vaincu Byakko à la surprise générale, Hiei affronte le nouvel ennemi : Seiryû, un dragon humanoïde qui maîtrise la glace et qui vient de tuer Byakko pour sa défaite. |                                   |                              |                                            |                       |
| 19 | Suzaku, le dernier des Shiseiju ! | 最後の四聖獣・朱雀!          | Saigo no Shiseijū Suzaku!                  | 20 février 1993       |
| Hiei bat Seiryû en un coup. Le dernier combat oppose Yûsuke au chef des Shiseiku : Suzaku du Phénix. |                                   |                              |                                            |                       |
| 20 | Le combat maléfique               | 奥義激突! 七人の朱雀         | Ōgi Gekitotsu! Shichi-nin no Suzaku        | 27 février 1993       |
| Yûsuke est en mauvaise posture face à Suzaku. |                                   |                              |                                            |                       |
| 21 | Yusuke contre-attaque             | 幽助・命を賭けた反撃         | Yūsuke Inochi o Kaketa Hangeki             | 6 mars 1993           |
| Suite et fin du combat de Yûsuke contre Suzaku, qui a envoyé des démons parasiter les professeurs et les camarades de classe de Yûsuke pour enlever Keiko et Botan. |                                   |                              |                                            |                       |
| 22 | Yukina, la princesse triste       | 悲しみの美少女・雪菜         | Kanashimi no Bishōjo Yukina                | 13 mars 1993          |
| Botan assigne une nouvelle mission à Yûsuke : délivrer Yukina, une jeune démone séquestrée par un mafieux et dont les larmes génèrent de la glace précieuse. |                                   |                              |                                            |                       |
| 23 | Les messagers des ténèbres        | 闇の使者! 戸愚呂兄弟         | Yami no Shisha! Toguro Kyōdai              | 20 mars 1993          |
| Yûsuke et Kuwabara s'infiltrent dans le château de Tarukane, le mafieux. Ils sont rejoints par Kurama et Hiei, qui obtiendront une réduction de peine s'ils aident Yûsuke dans sa mission. |                                   |                              |                                            |                       |
| 24 | Les Sanki-Shû                     | 恐ろしき強敵! 三鬼衆         | Osoroshiki Kyōteki! Sankishū               | 27 mars 1993          |
| Tarukane fait un pari avec ses amis du Black Book Club, un club de milliardaires qui payent des démons pour qu'ils organisent des tournois d'arts martiaux. Le pari consiste à deviner qui va gagner entre Son point fort : les frères Toguro, les hommes les plus forts du monde. Pendant ce temps, Yûsuke et Kuwabara affrontent une armée de démons au service de Tarukane. Contre toute attente, l'un des milliardaires, Sakyô, parie sur la victoire de Yûsuke et Kuwabara. |                                   |                              |                                            |                       |
| 25 | La force des sentiments           | 燃えろ桑原! 愛の底力         | Moero Kuwabara! Ai no Sokojikara           | 10 avril 1993         |
| Yûsuke et Kuwabara ont vaincu tous leurs adversaires tandis que Sakyô, le seul à avoir parié sur eux remporte les sommes astronomiques mises en jeu par Tarukane, désespéré. Les deux amis arrivent au dernier point : le combat contre les frères Toguro. Kuwabara a des visions, il voit que Yukina a été torturée par brûlures pour produire les larmes de glace. Il tombe amoureux d'elle et jure de faire payer Tarukane... |                                   |                              |                                            |                       |

### Saison 2
N.B. : cette saison correspond narrativement à la partie du Tournoi des arts martiaux de l'Ombre (暗黒武術会編, Ankoku bujutsukai-hen) de l’œuvre originale.
| No | Titre français                             | Titre japonais             | Titre japonais                                    | Date de 1re diffusion |
| No | Titre français                             | Kanji                      | Rōmaji                                            | Date de 1re diffusion |
| --- | ------------------------------------------ | -------------------------- | ------------------------------------------------- | --------------------- |
| 26 | L'invitation au Tournoi                    | 暗黒武術会への招待者       | Ankoku Bujutsukai e no Shōtaisha                  | 17 avril 1993         |
| Après que Kuwabara ait vaincu les frères Toguro avec l'aide de Yûsuke, Hiei a massacré les serviteurs de Tarukane et frappe violemment ce dernier pour venger Yukina qui n'est autre que sa sœur, ce qu'elle ignore. Mais les Toguro ne sont pas morts, ils ont joué la comédie pour que Sakyo gagne son pari car il est leur employeur. Sur ordre de Sakyo, Toguro tue Tarukane en le décapitant en un coup de pied. Par la suite, Yusuke croise Toguro Junior dans la rue et ce dernier lui révèle n'avoir utilisé qu'une fraction de sa puissance durant leur dernier combat. Puis il fait une démonstration en détruisant un parking à 50% de sa force. Yusuke, terrifié, se voit confronté à un ultimatum du démon: Il devra participer au prochain tournoi d'Arts Martiaux de l'Ombre dans deux mois avec ses camarades, ou il sera tué. Impuissants et dos au mur, Yusuke et ses amis entament un entraînement intensif durant deux mois. Au lieu du rendez-vous, Yusuke retrouve Kuwabara, Kurama, Hiei et un mystérieux guerrier masqué. La Team Urameshi est au complet, et embarque sur le bateau qui les mènera à l'Île de l'Enfer. |                                            |                            |                                                   |                       |
| 27 | Le tournoi des arts martiaux de l'ombre    | 死の船出! 地獄の島へ       | Shi no Funade! Jigoku no Shima e                  | 24 avril 1993         |
| La Team Urameshi découvre que la première phase d'élimination commence sur le bateau. Alors que Yusuke tombe d'un sommeil léthargique à cause de son entraînement, les quatre autres membres se débarrassent rapidement de leurs adversaires, se qualifiant pour le tour suivant. En arrivant à l'hôtel, deux démons, Rinku et Zeru, deux membres de la Team Rokuryukai, leur rendent visite pour jauger leurs adversaires du lendemain. |                                            |                            |                                                   |                       |
| 28 | La première rencontre                      | 小さな強敵! 鈴駒の秘技     | Chiisana Kyōteki! Rinku no Higi                   | 1er mai 1993          |
| Enma Jr., Botan, Keiko et Shizuku Kuwabara se rendent également sur l'île pour assister au tournoi. Dans le match contre la Team Rokuryukai, Kuwabara affronte Rinku, mais est rapidement dépassé par la puissance et l'agilité du jeune garçon. Bien que Kuwabara montre les résultats de son entraînement en manipulant deux épées astrales en même temps, il ne peut rien face aux yo-yos démoniaques de Rinku. |                                            |                            |                                                   |                       |
| 29 | Du sang sur le ring                        | 血の花を咲かす蔵馬!        | Chi no Hana o Sakasu Kurama!                      | 8 mai 1993            |
| Kuwabara et Rinku font la démonstration de leurs capacités à manipuler leurs énergies via épées et yo-yos. Ils sont tous les deux éjectés du ring, et Rinku parvient à empêcher Kuwabara de remonter avant le compte de 10 de l'arbitre, et remporte la première rencontre. Dans le second march, Kurama fait face à Roto, capable de changer son doigt en lame. Ce dernier est rapidement dépassé, mais menace de tuer la mère humaine de Kurama s'il ne renonce pas à se battre. Kurama cesse de se battre dans un premier temps, mais son plan porte ses fuits: en plantant l'Herbe de la Mort en Roto plus tôt, il parvient à l'immobiliser totalement, l'empêchant de mettre sa menace à exécution. Il est tué peu de temps après par l'éclosion de la plante. |                                            |                            |                                                   |                       |
| 30 | Le feu du Dragon Noir                      | 未完の奥義・炎殺黒龍波     | Mikan no Ōgi Ensatsu Kokuryūha                    | 15 mai 1993           |
| Le chef de la Team Rokuryukai, Zeru, défie Hiei pour le troisième match. Zeru étant capable de manipuler le feu, semble dominer totalement Hiei, mais ce dernier utilise son 3ème Œil et sort indemne de l'assaut. Il utilise alors une nouvelle technique, l'Onde de feu du Dragon Noir, et pulvérise son adversaire en invoquant un dragon de flammes noires. Cependant, Kurama remarque les brûlures sur son bras. Les deux derniers membres de la Team Rokuryukai s'enfuient effrayés, mais sont tués en coulisses par Chû, un ivrogne qui révèle être un membre de l'équipe mis à l'écart. Cependant, Yusuke se réveille enfin de sa torpeur et décide de l'affronter pour le dernier match. |                                            |                            |                                                   |                       |
| 31 | La technique de l'ivrogne                  | よいどれ戦士! 酎の酔拳     | Yoidore Senshi! Chū no Suiken                     | 22 mai 1993           |
| Malgré son apparence d'ivrogne, Chu, utilisant le Suiken, la technique de l'homme ivre, démontre une rapidité, une puissance spirituelle et une agilité extrêmes, mettant à mal Yusuke. Ce dernier montre qu'il est désormais capable de tirer plusieurs Rayons Astraux, montant la limite à quatre coups par jour. Chu utilise alors sa technique spéciale, contrée par deux tirs de Yusuke, et les deux sont à égalité, tous deux vidés de leur énergie. |                                            |                            |                                                   |                       |
| 32 | Rencontre mortelle                         | ナイフエッジデスマッチ     | Knife Edge Death Match                            | 29 mai 1993           |
| Yusuke et Chu se mettent d'accord pour s'affronter à mains nues, le pied arrière au contact d'une lame de couteau planté au sol, le perdant étant mis à mort par le vainqueur. Keiko ne supporte pas de voir Yusuke se battre ainsi, mais Kuwabara lui explique que Yusuke se bat pour affronter Toguro de nouveau, et qu'il n'a pas le choix. Yusuke contre un violent coup de tête de Chu, qui s'effondre au sol. Bien que l'issue soit la mort, Yusuke décide de l'épargner, l'invitant à une revanche prochaine. |                                            |                            |                                                   |                       |
| 33 | Le défi des huit finalistes                | 激突! ベスト8出そろう      | Gekitotsu! Best 8 Desorou                         | 5 juin 1993           |
| Le lendemain de la rencontre, Yusuke se rend compte qu'il ne peut plus utiliser son énergie astrale alors qu'un membre de la team Spirit, Rugby, lui tend une embuscade dans la forêt. Ce dernier est finalement tué par son chef, alors qu'il refusait d'obéir à son ordre. Pendant ce temps, Hiei fait face au contrecoup de la technique du Dragon Noir, et fait face à une douleur extrême dans son bras droit. En retournant au stade, Yusuke et Kuwabara regardent Toguro Jr. affronter seul la team Spirit Warriors avec seulement 45% de puissance. La team Urameshi réalise alors son désavantage dans la phase finale: l'organisation la fait affronter quatre équipes au lieu de trois pour remporter le tournoi |                                            |                            |                                                   |                       |
| 34 | Le jour de la bataille                     | 勝率0.05%の死闘!           | Shōritsu 0.05 % no Shitō                          | 12 juin 1993          |
| En quarts de finale, Yusuke, Kuwabara et le guerrier masqué affrontent l'équipe du Dr Ichigaki en 3 contre 3, composée de En, Ryô et Kai que Kuwabara a vus dans un rêve prémonitoire. Il est révélé que leurs adversaires sont humains et sous le contrôle total du démon-docteur. Ce dernier n'ayant aucun remords, est certain de leur victoire et estime leurs chances de défaites à 0,05%. En réalisant cela, la team Urameshi fuit l'affrontement dans un premier temps, et perd rapidement l'avantage, Yusuke étant toujours privé de ses pouvoirs. Pendant ce temps, Hiei et Kurama tombent dans un guet-apens tendu par les deux membres restant de la team Ichigaki hors du stade, qui lâchent sur eux le robot de combat Gatasbal. |                                            |                            |                                                   |                       |
| 35 | Un guerrier fascinant                      | 覆面の正体?! 美しき戦士    | Fukumen no Shōtai?! Utsukushiki Senshi            | 19 juin 1993          |
| Après avoir été incapacité quelques instants, le guerrier masqué sauve plus tard Yusuke et Kuwabara des attaques directes de leurs adversaires, et révèle être une jeune femme inconnue aux cheveux roses. Kurama et Hiei finissent par vaincre Gatasbal, et le dernier membre de la team Ichigaki en vie révèle que le docteur contrôle ses cobayes par un organisme implanté dans leur dos et son retrait entraînera la mort des hôtes. La révélation est également faite par le docteur à la Team Urameshi. Kuwabara refuse alors totalement le combat, prend de plein fouet les trois attaques et tombe hors du ring, inconscient. Les trois humains pleurent alors des larmes de sang, implorant de les tuer. Yusuke, enragé, récupère enfin son énergie astrale et reprend l'avantage. Il prépare alors un Rayon Astral pour achever ses adversaires... |                                            |                            |                                                   |                       |
| 36 | L'épreuve de la lumière                    | 野望を粉砕! 光りの洗礼     | Yabō o Funsai! Hikari no Senrei                   | 26 juin 1993          |
| La guerrière masquée interrompt la technique de Yusuke et utilise l'Onde Astrale pour purifier le corps des trois humains, et les vainc. Acculé par la team Urameshi au complet et par ses cobayes ayant récupéré leurs sens, le Dr Ichigaki se transforme en monstre géant pour remporter la victoire, mais il est rapidement défait par Yusuke. Cependant son équipe n'est toujours pas sortie d'affaire: ils doivent enchaîner directement avec leur seconde rencontre de quarts de finale contre l'équipe Mashô, Kuwabara étant toujours gravement blessé. |                                            |                            |                                                   |                       |
| 37 | L'équipe de Masho, les ninjas des ténèbres | 闇の忍・魔性使いチーム     | Yami no Shinobi Mashōtsukai Team                  | 3 juillet 1993        |
| La Team Urameshi n'est pas au bout de ses peines: Alors qu'ils doivent enchaîner la rencontre contre Mashô, et Kuwabara étant blessé, Ruka, une infirmière démoniaque, déclare également Hiei et le guerrier masqué inaptes à se battre, et les enferme dans un champ de force qu'ils ne peuvent briser car trop épuisés. Tout ceci fait partie du plan de Butajiri, le sponsor de l'équipe Mashô et membre du Black Book Club, qui veut faire gagner son équipe à tout prix. Kurama engage donc le combat contre Gama, un ninja utilisant de la peinture de guerre pour augmenter ses pouvoirs. Ce dernier parvient à entraver les membres de son adversaire avec la peinture, mais Kurama le blesse gravement avec son fouet de rose depuis ses cheveux. |                                            |                            |                                                   |                       |
| 38 | Le masque                                  | 蔵馬無惨! 死の化粧         | Kurama Muzan! Shi no Keshō                        | 10 juillet 1993       |
| Malgré sa victoire, Kurama est encore plus entravé par Gama dans ses derniers instants, scellant son énergie avec son sang. Il doit affronter Toya, un ninja maître des glaces. Kurama parvient à se défaire de la paralysie, mais n'a toujours pas accès à son énergie démoniaque. Toya prend alors l'avantage, mais ne parvient pas à atteindre ses points vitaux. Kurama finit par vaincre Toya en semant une plante dans son corps, et en s'en servant comme d'une lame. Malheureusement, il perd conscience, alors que Bakken entre en lice. |                                            |                            |                                                   |                       |
| 39 | La colère de Yusuke                        | 粉砕! 幽助怒りの鉄拳       | Funsai! Yūsuke Ikari no Tekken                    | 17 juillet 1993       |
| Bakken, un ninja à la force physique impressionnante, attaque brutalement Kurama, toujours inconscient, alors que les officiels maintiennent le match. Cependant, Kurama est épargné alors que le chef d'équipe fait remarquer à Bakken que Yusuke allait lui tirer dessus par vengeance. Yusuke prend la place de son ami, et Bakken génère de la brume pour y dissimuler ses attaques. Yusuke tire son Rayon Astral pour la disperser, et envoie un violent coup dans le ventre de son ennemi. Ce dernier l'implore de l'épargner et tente de l'assommer avec une pierre, sans succès. Yusuke l'éjecte alors du ring avec un barrage de coups de poing. La Team Urameshi mène 3-1 alors que Jin, un ninja maître du vent, monte sur le ring. |                                            |                            |                                                   |                       |
| 40 | Jin, le maître du vent                     | 風使い陣! 嵐の空中戦       | Kazetsukai Jin! Arashi no Kūchūsen                | 24 juillet 1993       |
| Yûsuke affronte Jin, un membre des Masho plutôt sympathique mais redoutablement fort. |                                            |                            |                                                   |                       |
| 41 | Un résultat inattendu                      | 霊光弾! 意外な決着?!       | Reikōdan! Igai Na Kecchaku?!                      | 31 juillet 1993       |
| 42 | La force de l'amour                        | 決死の桑原! 愛の突撃       | Kesshi no Kuwabara! Ai no Totsugeki               | 7 août 1993           |
| 43 | Le visage du guerrier masqué               | 覆面戦士の厳しき素顔       | Fukumen Senshi no Kibishiki Sugao                 | 14 août 1993          |
| 44 | L'ultime épreuve                           | 幻海からの最大の試練       | Genkai Kara no Saidai no Shiren                   | 21 août 1993          |
| 45 | L'onde du Dragon Noir                      | 飛影連戦! 撃て黒龍波!      | Hiei Rensen! Ute Kokuryūha!                       | 28 août 1993          |
| 46 | La transformation de Momotaro              | 戦慄! 黒桃太郎の変身       | Senritsu! Kuro Momotarō no Henshin                | 4 septembre 1993      |
| 47 | Le légendaire Yoko Kurama                  | 伝説の盗賊! 妖狐・蔵馬     | Densetsu no Tōzoku! Yōko Kurama                   | 11 septembre 1993     |
| 48 | Le point de non-retour                     | 闇アイテム・死出の羽衣     | Yami Item Shide no Hagoromo                       | 18 septembre 1993     |
| 49 | La force illimitée de Genkai               | 残された力! 幻海の死闘     | Nokosareta Chikara! Genkai no Shitō               | 25 septembre 1993     |
| 50 | Le défi de Suzuki                          | 魔闘家・鈴木の挑戦!        | Matōka Suzuki no Chōsen                           | 2 octobre 1993        |
| 51 | Le retour de Toguro                        | 宿命の対決! 戸愚呂の影     | Shukumei no Taiketsu! Toguro no Kage              | 9 octobre 1993        |
| Le redoutable Toguro Junior fait son retour. |                                            |                            |                                                   |                       |
| 52 | Mortelles retrouvailles                    | 幻海散る! 50年目の決着     | Genkai Chiru! 50 Nenme no Ketchaku                | 16 octobre 1993       |
| 53 | Au-delà de la tristesse                    | 嵐の前! 悲しみを越えて     | Arashi no Mae! Kanashimi o Koete                  | 23 octobre 1993       |
| 54 | En route pour la finale !                  | 波瀾の決勝戦開始!          | Haran no Kesshōsen Kaishi!                        | 30 octobre 1993       |
| 55 | Le réveil de Yoko                          | 爆烈! 目覚めた妖狐         | Bakuretsu! Mezameta Yōko                          | 6 novembre 1993       |
| 56 | Le grand sacrifice                         | 決死の蔵馬! 最後の手段     | Kesshi no Kurama! Saigo no Shudan                 | 13 novembre 1993      |
| 57 | Le mystère de l'armure                     | 脅威! 鎧を外した武威       | Kyōi! Yoroi o Hazushita Bui                       | 20 novembre 1993      |
| Hiei affronte Bui, un coéquipier de Toguro dissimulé dans une imposante armure. |                                            |                            |                                                   |                       |
| 58 | L'ultime technique                         | 究極奥義! ほえろ黒龍波     | Kyūkyoku Ōgi! Hoero Kokuryūha                     | 27 novembre 1993      |
| 59 | Un adversaire terrifiant                   | 戸愚呂兄の不気味な影       | Toguro Ani no Bukimi na Kage                      | 4 décembre 1993       |
| Toguro Senior entre en scène. |                                            |                            |                                                   |                       |
| 60 | Le grand pari de Sakyo                     | 怒り爆発! 桑原の反撃       | Ikari Bakuhatsu! Kuwabara no Hangeki              | 11 décembre 1993      |
| 61 | Le combat des chefs                        | 宿命の対決! 嵐の大将戦開始 | Shukumei no Taiketsu! Arashi no Taishō-sen Kaishi | 18 décembre 1993      |
| 62 | Toguro monte en puissance                  | 戸愚呂100%の恐怖!          | Toguro 100% no Kyōfu!                             | 25 décembre 1993      |
| 63 | Une puissance sans limite                  | 幽助! 限界への悲しい試練   | Yūsuke! Genkai e no Kanashii Shiren               | 8 janvier 1994        |
| 64 | L'explication finale                       | 死闘決着! 最後のフルパワー | Shitō Ketchaku! Saigo no Furu Pawā                | 15 janvier 1994       |
| 65 | Les adieux de Monsieur Sakyo               | 闘技場と共に消える野望     | Tōgijō to Tomoni Kieru Yabō                       | 22 janvier 1994       |
| L'équipe Toguro perd. Leur mécène, Sakyo se suicide. |                                            |                            |                                                   |                       |
| 66 | Le dernier vœu de Toguro                   | 戸愚呂の償い・一番の望み   | Toguro no Tsugunai Ichiban no Nozomi              | 29 janvier 1994       |

### Saison 3
N.B. : cette saison correspond narrativement à la partie du Chapitre noir (魔界の扉編, Makai no tobira-hen) de l’œuvre originale.
| No | Titre français                      | Titre japonais           | Titre japonais                        | Date de 1re diffusion |
| No | Titre français                      | Kanji                    | Rōmaji                                | Date de 1re diffusion |
| -- | ----------------------------------- | ------------------------ | ------------------------------------- | --------------------- |
| 67 | Nouveau prologue                    | 新たなるプロローグ       | Aratanaru Purorōgu                    | 5 février 1994        |
| 68 | Le manoir de la quatrième dimension | 四次元屋敷にひそむ罠     | Yojigen Yashiki ni Hisomu Wana        | 12 février 1994       |
| 69 | La ruse de Kurama                   | 禁句のパワー! 蔵馬の頭脳 | Kinku no Pawā! Kurama no Zunō         | 19 février 1994       |
| 70 | Le véritable objectif               | 恐るべき真実! 新たな謎   | Osorubeki Shinjitsu! Aratana Nazo     | 26 février 1994       |
| 71 | La porte des ténèbres               | 迫り来る恐怖! 魔界の扉   | Semari Kuru Kyōfu! Makai no Tobira    | 5 mars 1994           |
| 72 | Le visage de l'ennemi               | 魔界の使者! 七人の敵     | Makai no Shisha! Shichi-nin no Teki   | 12 mars 1994          |
| 73 | L'effrayant Docteur Kamiya          | 忍び寄るドクターの魔の手 | Shinobiyoru Dokutā no Ma no Te        | 19 mars 1994          |
| 74 | Et de un !                          | テリトリーを打ちやぶれ!! | Teritorī o Uchi Yabure!!              | 26 mars 1994          |
| 75 | Embuscade sous la pluie             | シーマン・雨に潜む罠     | Shīman Ame ni Hisomu Wana             | 2 avril 1994          |
| 76 | Le chapitre noir                    | 桑原復活?! 目覚めた力    | Kuwabara Fukkatsu?! Mezame Ta Chikara | 9 avril 1994          |
| 77 | Un passé sanglant                   | 霊界探偵の黒い過去       | Reikai Tantei no Kuroi Kako           | 16 avril 1994         |
| 78 | L'assaut du démon                   | 出撃! ダークエンジェル   | Shutsugeki! Dāku Enjeru               | 23 avril 1994         |
| 79 | Course contre la montre             | 幽助激走! 桑原を救え!    | Yūsuke Gekisou! Kuwabara o Sukue!     | 30 avril 1994         |
| 80 | Le pouvoir du tireur                | 刃霧の標的! 死紋十字斑   | Hagiri no Hyōteki! Shimon Jūji Han    | 7 mai 1994            |
| 81 | Un univers virtuel                  | 洞窟の中のゲームワールド | Dōkutsu no Naka no Gēmu Wārudo        | 14 mai 1994           |
| 82 | La force cachée de l'ennemi         | ゲームマスター脅威の実力 | Gēmu Masutā Kyōi no Jitsuryoku        | 21 mai 1994           |
| 83 | Une décision héroïque               | 残された手段! 蔵馬の決断 | Nokosareta Shudan! Kurama no Ketsudan | 28 mai 1994           |
| 84 | La colère de Kurama                 | 蔵馬の怒り! 正体は誰だ?! | Kurama no Ikari! Shōtai Ha Dare Da?!  | 4 juin 1994           |
| 85 | Duel des détectives                 | 霊界探偵・宿命の一騎討ち | Reikai Tantei. Shukumei no Ikki Uchi  | 11 juin 1994          |
| 86 | Dure réalité pour Yusuke            | 幽助苦戦! 決定的な差     | Yūsuke Kusen! Ketteitekina Sa         | 18 juin 1994          |
| 87 | Junior et l'anneau anti-maléfice    | コエンマ・覚悟の魔封環!  | Koenma. Kakugo no Mafūkan!            | 25 juin 1994          |
| 88 | L'énergie divine                    | 仙水・解き放たれた聖光気 | Sensui. Tokihanatareta Seikōki        | 2 juillet 1994        |
| 89 | Requiem pour Yusuke                 | 予感! 全てが止まる時     | Yokan! Subete ga Tomaru Toki          | 9 juillet 1994        |
| 90 | Dans les ténèbres                   | 友の意志を継げ!          | Tomo no Ishi o Tsuge!                 | 16 juillet 1994       |
| 91 | Le réveil d'un Mazoku               | 覚醒の時! バトル再び     | Kakusei no Toki! Batoru Futatabi      | 23 juillet 1994       |
| 92 | L'étoffe des combattants            | 究極の戦い! 魔族の証     | Kyūkyoku no Tatakai! Mazoku no Akashi | 30 juillet 1994       |
| 93 | Shinobu tire sa révérence           | 決着! 魔界の死闘!        | Ketchaku! Makai no Shitō!             | 6 août 1994           |
| 94 | Les uns et les autres               | エピローグ! 明日へ!      | Epirōgu! Ashita e!                    | 13 août 1994          |

### Saison 4
N.B. : cette saison correspond narrativement à la partie des Trois Rois du Monde des Ténèbres (魔界統一トーナメント編, Makai tōitsu Tōnamento-hen) de l’œuvre originale.
| No  | Titre français                        | Titre japonais         | Titre japonais                     | Date de 1re diffusion |
| No  | Titre français                        | Kanji                  | Rōmaji                             | Date de 1re diffusion |
| --- | ------------------------------------- | ---------------------- | ---------------------------------- | --------------------- |
| 95  | Le destin rattrape Yusuke             | 幽助の運命・危険の足音 | Yūsuke no Unmei. Kiken no Ashioto  | 20 août 1994          |
| 96  | Les étranges visiteurs des ténèbres   | 闇の訪問者・深まる謎   | Yami no Hōmonsha. Fukamaru Nazo    | 27 août 1994          |
| 97  | Au revoir mes amis                    | 別れ・それぞれの旅立ち | Wakare. Sorezore no Tabidachi      | 3 septembre 1994      |
| 98  | Rencontre avec Raizen                 | 魔界へ! 父との対面     | Makai e! Chichi to no Taimen       | 10 septembre 1994     |
| 99  | Souvenir de naissance                 | 忘れ得ぬ記憶・誕生の時 | Wasure enu Kioku. Tanjō no Toki    | 17 septembre 1994     |
| 100 | Le secret du troisième œil            | 明かされる邪眼の秘密   | Akasareru Jagan no Himitsu         | 24 septembre 1994     |
| 101 | Après mille années de séparation      | 魔界盗賊・千年目の再会 | Makai Tōzoku. Sennen-me no Saikai  | 1er octobre 1994      |
| 102 | La force meurtrière de Yoko           | 妖狐変化! 忍び寄る殺意 | Yōko Henka! Shinobiyoru Satsui     | 8 octobre 1994        |
| 103 | La mort de Raizen                     | 父の遺言・遠い日の想い | Chichi no Yuigon. Tōi hi no Omoi   | 15 octobre 1994       |
| 104 | La proposition de Yusuke              | 意外な提案・魔界の変動 | Igai na Teian. Makai no Hendō      | 22 octobre 1994       |
| 105 | Les épreuves éliminatoires            | 魔界大戦・予選開始!    | Makai Taisen. Yosen Kaishi!        | 29 octobre 1994       |
| 106 | Entre père et fils                    | 闘う親子! 黄泉と修羅   | Tatakau Oyako! Yomi to Shura       | 5 novembre 1994       |
| 107 | Les déceptions du premier tour        | 激闘! 夢に賭けた男たち | Gekitō! Yume ni Kaketa Otoko-tachi | 12 novembre 1994      |
| 108 | L'adieu au passé                      | 蔵馬, 過去との決別     | Kurama, Kako to no Ketsubetsu      | 19 novembre 1994      |
| 109 | La confrontation entre Hiei et Mokuro | 対決! 飛影とムクロ     | Taiketsu! Hiei to Mukuro           | 26 novembre 1994      |
| 110 | Le doute s'immisce                    | 俺の力・これが全てだ!  | Ore no Chikara. Kore ga Subete Da! | 3 décembre 1994       |
| 111 | L'unification des ténèbres            | 決着! 激闘の果てに     | Ketchaku! Gekitō no Hate Ni        | 10 décembre 1994      |
| 112 | L'héritage                            | フォーエバー!幽遊白書  | Fōebā! YūYū Hakusho                | 17 décembre 1994      |

## Hors-série

### Épisodes spéciaux
N.B. : ces épisodes hors-série ou disponibles en contenu supplémentaire des supports physiques, sont liés à l’intrigue de l’adaptation animée.
| No | Titre français                                                                      | Titre japonais                   | Titre japonais                                   | Date de 1re diffusion |
| No | Titre français                                                                      | Kanji                            | Rōmaji                                           | Date de 1re diffusion |
| --- | ----------------------------------------------------------------------------------- | -------------------------------- | ------------------------------------------------ | --------------------- |
| 1 (OAV) | Yu Yu Hakusho : Hakusho en images ‐ Tournoi des arts martiaux de l’Ombre (partie 1) | 映像白書 暗黒武術会の章 上巻     | Eizō Hakusho ‐ Ankoku bujutsu-kai no shō (jōkan) | 21 septembre 1994     |
| N.B. : ce court-métrage de vingt-six minutes en deux parties disctinctes, est la première d’un dyptique récapitulatif de la série animée suivie d’un épisode hors-série. La première partie est une compilation musicale de la partie du Tournoi des arts martiaux de l'Ombre. La seconde partie est une scène inédite dans laquelle Koto, animant la finale dudit tournoi, rejoint la salle d’attente des combattants pour une tentative d’entrevue en direct des quatre garçons de l’équipe Urameshi. |                                                                                     |                                  |                                                  |                       |
| 2 (OAV) | Yu Yu Hakusho : Hakusho en images ‐ Tournoi des arts martiaux de l’Ombre (partie 2) | 映像白書 暗黒武術会の章 下巻     | Eizō Hakusho ‐ Ankoku bujutsu-kai no shō (gekan) | 5 octobre 1994        |
| N.B. : ce court-métrage de vingt-sept minutes en deux parties disctinctes, est la seconde d’un dyptique récapitulatif de la série animée suivie d’un épisode hors-série. La première partie est une compilation musicale de la partie du Tournoi des arts martiaux de l'Ombre. La seconde partie est une scène inédite dans laquelle l’équipe Urameshi et les filles de leur cercle, à la fin dudit tournoi, organisent la photographie de groupe apparaissant à la fin du deuxième générique de fermeture. |                                                                                     |                                  |                                                  |                       |
| Spécial (OAV) | Yu Yu Hakusho : Encyclopédie d’ouverture & de fermeture                             | オープニング エンディング 大百科 | Ōpuningu Endingu ōhyakka [Ensaikuropedia]        | 20 octobre 1995       |
| N.B. : ce court-métrage de vingt-et-une minutes est un épisode hors-série reliant les génériques entre eux par des scènes inédites de la série correspondant narrativement à certains passages de la partie épilogue L’avenir de chacun (それぞれの未来, Sorezore no mirai) de l’œuvre originale. Dans la première scène, Enma Jr. est occupé par son travail quand Botan lui demande la permission de partir pour le monde des Humains. Dans la deuxième scène, Enma Jr. narre la première saison tout en donnant de brèves biographies des protagonistes masculins. Dans la troisième scène, Keiko visite Yūsuke à son échoppe de rāmen : ils sont rejoints par Kuwabara et Yukina tandis qu’il lit une publication illustrant Koto, Juri et Ruka en couverture. Dans la quatrième scène, il est assumé qu’un an s’est écoulé depuis que la Barrière du monde des Ténèbres a été retirée et Genkai se porte toujours bien. Tous ceux de la scène précédente se réunissent avec Shizuru, Kurama et Botan : ils discutent de conflits pouvant potentiellement survenir entre Monstres et Humains, ainsi que de leurs anciens adversaires martiaux en se remémorant le Tournoi d’Unification du Monde des Ténèbres. Dans la cinquième scène, Mukuro (après les évènements développés dans le chapitre 172 Special day) révèle que Hiei s’est enfui quelque part, alors que Yūsuke repense à ses combats contre Sensui. Dans la sixième scène, Hiei s’est rendu chez Genkai et tente (sous son observation discrète) de rendre sa pierre de larme à sa sœur. Dans la septième scène, la fille des neiges se joint au groupe, qui décide de retourner à la « Plage du Souvenir » (de la scène de fin dans l’intrigue). Dans la huitième scène, Hiei les rejoint et y entame son habituelle dispute comique avec Kuwabara. La dernière séquence ultérieure de conclusion révèle la participation du quatuor masculin (équipé comme à la finale du Tournoi des arts martiaux de l’Ombre) et de leurs camarades Monstres à la seconde édition du Tournoi d’Unification du Monde des Ténèbres, dont l’ouverture est annoncée par Koto (cette fois assistée de George Saotome). |                                                                                     |                                  |                                                  |                       |
| 1 (OAV) | Yu Yu Hakusho : Hakusho en images Ⅱ ‐ Yūsuke Urameshi                               | 映像白書Ⅱ 幽助の章               | Eizō Hakusho Ⅱ ‐ Urameshi Yūsuke no shō          | 16 décembre 1995      |
| N.B. : ce court-métrage de vingt-deux minutes est le premier d’un quadriptyque centré sur les protagonistes de la série. Vidéoclip thématique centré sur Yūsuke Urameshi. |                                                                                     |                                  |                                                  |                       |
| 2 (OAV) | Yu Yu Hakusho : Hakusho en images Ⅱ ‐ Kurama                                        | 映像白書Ⅱ 蔵馬の章               | Eizō Hakusho Ⅱ ‐ Kurama no shō                   | 1er janvier 1996      |
| N.B. : ce court-métrage de dix-sept minutes est le deuxième d’un quadriptyque centré sur les protagonistes de la série. Vidéoclip thématique centré sur Kurama. |                                                                                     |                                  |                                                  |                       |
| 3 (OAV) | Yu Yu Hakusho : Hakusho en images Ⅱ ‐ Hiei                                          | 映像白書Ⅱ 飛影の章               | Eizō Hakusho Ⅱ ‐ Hiei no shō                     | 19 janvier 1996       |
| N.B. : ce court-métrage de dix-neuf minutes est le troisième d’un quadriptyque centré sur les protagonistes de la série. Vidéoclip thématique centré sur Hiei. |                                                                                     |                                  |                                                  |                       |
| 4 (OAV) | Yu Yu Hakusho : Hakusho en images Ⅱ ‐ Kazuma Kuwabara                               | 映像白書Ⅱ 桑原の章               | Eizō Hakusho Ⅱ ‐ Kuwabara Kazuma no shō          | 7 février 1996        |
| N.B. : ce court-métrage de dix-huit minutes est le quatrième d’un quadriptyque centré sur les protagonistes de la série. Vidéoclip thématique centré sur Kazuma Kuwabara. |                                                                                     |                                  |                                                  |                       |
| Spécial (Picture Drama) | Yu Yu Hakusho : Dramatique illustrée                                                | ピクチャードラマ                 | Pikuchā Dorama                                   | 27 octobre 2009       |
| N.B. : ce court-métrage en plans fixes de six minutes est un bonus vidéo-dramatique ajouté aux coffrets Blu-ray de l’adaptation animée au Japon. Suite au Tournoi d’Unification du Monde des Ténèbres, l’équipe de Yūsuke est enjoint devant leur cercle proche à un enregistrement vocal en public de salutations pour favoriser de bonnes relations entre les Humains et les Monstres. |                                                                                     |                                  |                                                  |                       |
| Spécial (OAV) | Yu Yu Hakusho : TWO SHOTS / Noru ka soru ka                                         | TWO SHOTS のるかそるか           | TWO SHOTS Noru ka soru ka                        | 26 octobre 2018       |
| N.B. : cet épisode spécial en deux parties distinctes de treize minutes chacune, qui est produit à l’occasion des vingt-cinq années de la série, correspond narrativement au chapitre NUMÉRO SPÉCIAL la légende de Yuyu Hakusho - Two shots, ainsi qu’aux finaux 174 (Assumer ou esquiver) et 175 (Et ensuite…) de l’œuvre originale. La première partie est un antépisode narrant les circonstances de la rencontre entre Shūichi Minamino et Hiei, un an avant celle d’avec Yūsuke Urameshi. La seconde partie est un épilogue narrant la dernière crise de l’histoire impliquant l’équipe de Yūsuke, envoyée au pied levé en mission de sauvetage dans le monde des Esprits pris en otage d’une attaque terroriste menaçant le monde des Humains. |                                                                                     |                                  |                                                  |                       |

### Films d’animation
N.B. : les histoires de ces adaptations filmiques issues de la série animée, ne sont pas canoniques avec l’œuvre originale.
| No | Titre français                                            | Titre japonais               | Titre japonais                                   | Date de 1re diffusion |
| No | Titre français                                            | Kanji                        | Rōmaji                                           | Date de 1re diffusion |
| --- | --------------------------------------------------------- | ---------------------------- | ------------------------------------------------ | --------------------- |
| 1 | Yu Yu Hakusho : le Film                                   | （劇場版） 幽☆遊☆白書        | [Gekijōban] Yū Yū Hakusho                        | 10 juillet 1993       |
| Yūsuke et Kuwabara doivent voler au secours d’Enma Jr. qui est enlevé contre rançon pour lui extorquer un trésor royal de première importance, le Sceau d’or.                                                                                         |                                                           |                              |                                                  |                       |
| 2 | Yu Yu Hakusho ‐ Film 2 : La légende du royaume des ombres | 幽☆遊☆白書 冥界死闘篇 炎の絆 | Yū Yū Hakusho: Meikai shitō‐hen ‐ Honō no kizuna | 9 avril 1994          |
| Des Démons et leur souverain déchu du royaume des Ombres, monde détruit en des temps anciens et rival à celui des Esprits pour la régence sur celui des Humains, ont réussi à s’échapper de leur prison et refont surface pour prendre leur revanche. |                                                           |                              |                                                  |                       |